# Veronika Dostálová
Veronika Dostálová (ur. 7 kwietnia 1992) – czeska siatkarka, reprezentantka kraju, grająca na pozycji libero.

## Sukcesy klubowe
Mistrzostwo Czech:
- 2021
- 2012, 2013, 2014, 2015
- 2010, 2019, 2022

Superpuchar Czech:
- 2021

## Sukcesy reprezentacyjne
Mistrzostwa Europy Juniorek:
- 2010

Liga Europejska:
- 2019
- 2022[1], 2024[2]
- 2018